# Santa Cruz de las Flores (San Martín Hidalgo)
Santa Cruz de las Flores es una localidad y delegación municipal del municipio de San Martín Hidalgo, Jalisco, México.

## Demografía
| Año  | Población |
| ---- | --------- |
| 1900 | 698       |
| 1950 | 1,784     |
| 1960 | 1,418     |
| 1970 | 1,982     |
| 1990 | 2,151     |
| 1995 | 1,979     |